# Complex de inferioritate
Complexul de inferioritate se datorează unor trăiri și unor lipsuri de înzestrări fizice care declanșează în sufletul persoanei respective sentimente de inferioritate față de societate. Aceste frustrări se datorează neputinței sexuale, deformării fizice, nereușitei în integrarea socială, sentimentului de vinovăție, sentimentului de neputință (intelectuală sau morală) etc.
Complexul de inferioritate este un sentiment de neîncredere în forțele proprii, care se formează de obicei în copilărie, uneori în legătură cu o deficiență fizică sau psihică.
Termenul este introdus în terminologia psihologică de Alfred Adler. El încearcă să explice stările nevrotice apărute în copilărie și arată că are efecte negative. Pentru vindecare este nevoie ca sentimentul personalității să fie cultivat în mintea pacientului. El trebuie să-și fixeze un scop final, în slujba căruia subiectul își va pune toate forțele psihice. Lui Alfred Adler îi sunt aduse unele critici pe seama teoriei sale din partea mentorului sâu Sigmund Freud, care îl fac pe Adler să revină asupra acesteia.